# Église Saint-Pierre-ès-Liens de Montrem
Pour les articles homonymes, voir Église Saint-Pierre-ès-Liens.
L'église Saint-Pierre-ès-Liens est une église catholique située en France, à Montrem, dans le département de la Dordogne.

## Localisation
L'église Saint-Pierre-ès-Liens est située en Périgord central, dans le département de la Dordogne, au cœur du petit bourg perché de Montrem, sur les coteaux sud du Naussac, un ruisseau affluent de l'Isle.

## Historique et architecture

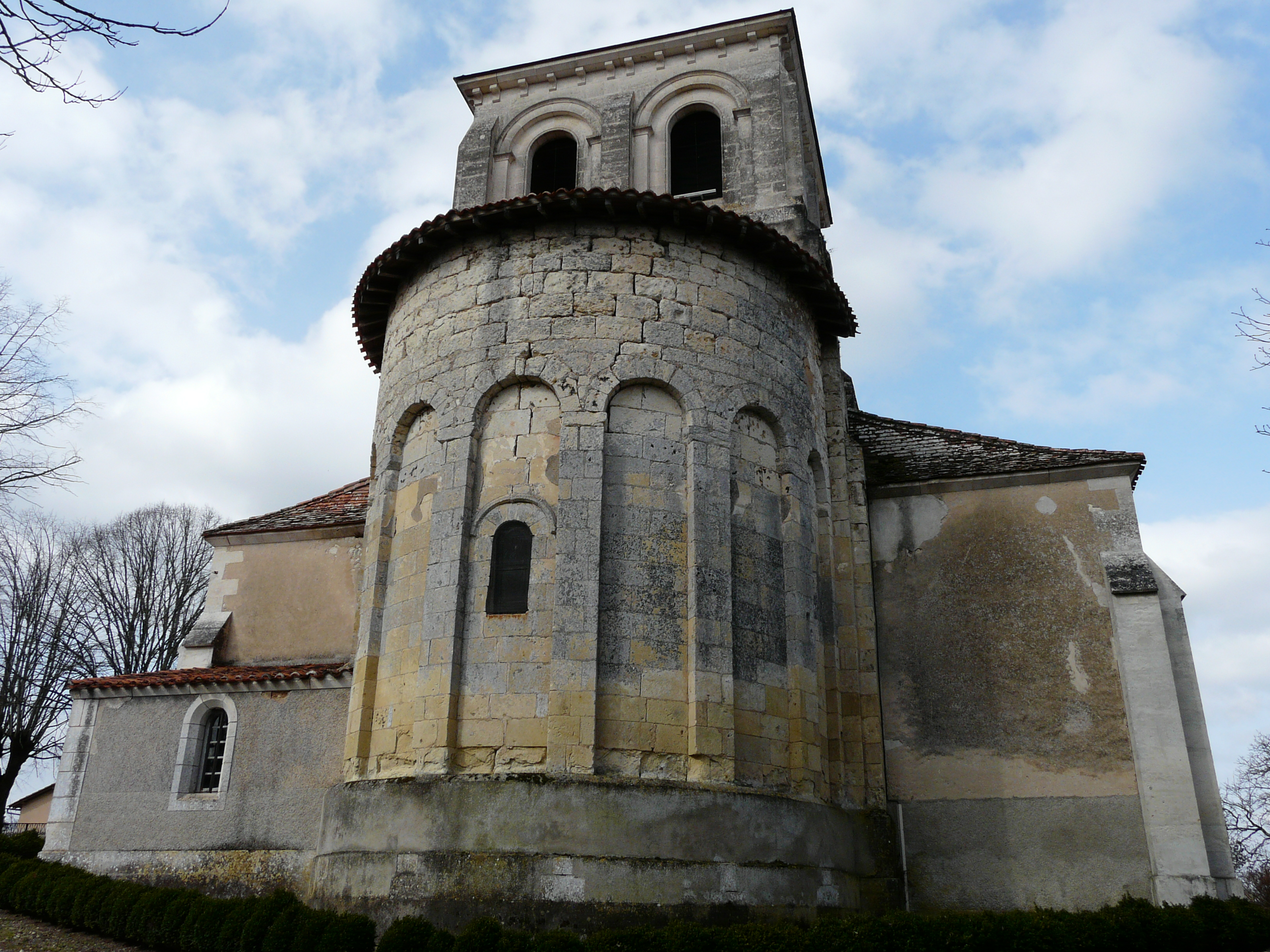
L'abside romane.

Bien que construite au XIIe siècle, la première mention écrite connue de l'église est relevée en l'an 1490 sous la forme Sanctus Petrus de Montrenco.
L'église est orientée est-sud-est/ouest-nord-ouest. À l'ouest, le portail, la nef de trois travées et ses deux collatéraux sont de style néo-roman. L'avant-chœur et le chœur datent de l'époque romane alors que la nef a été, selon Jean Secret, « défigurée à l'époque moderne ». Le clocher carré surmonte l’avant-chœur « voûté d'une coupole sur pendentifs » ; sa base est romane et sa partie sommitale est néo-romane. Le chœur voûté en cul-de-four forme une abside hémicirculaire renforcée extérieurement par huit contreforts encadrant sept arcs en plein cintre dont quatre sont aveugles et trois percés de baies.
L'église est inscrite partiellement au titre des monuments historiques le 12 octobre 1948 pour le « choeur et la partie ancienne du clocher (carré sous la coupole) ».

## Galerie

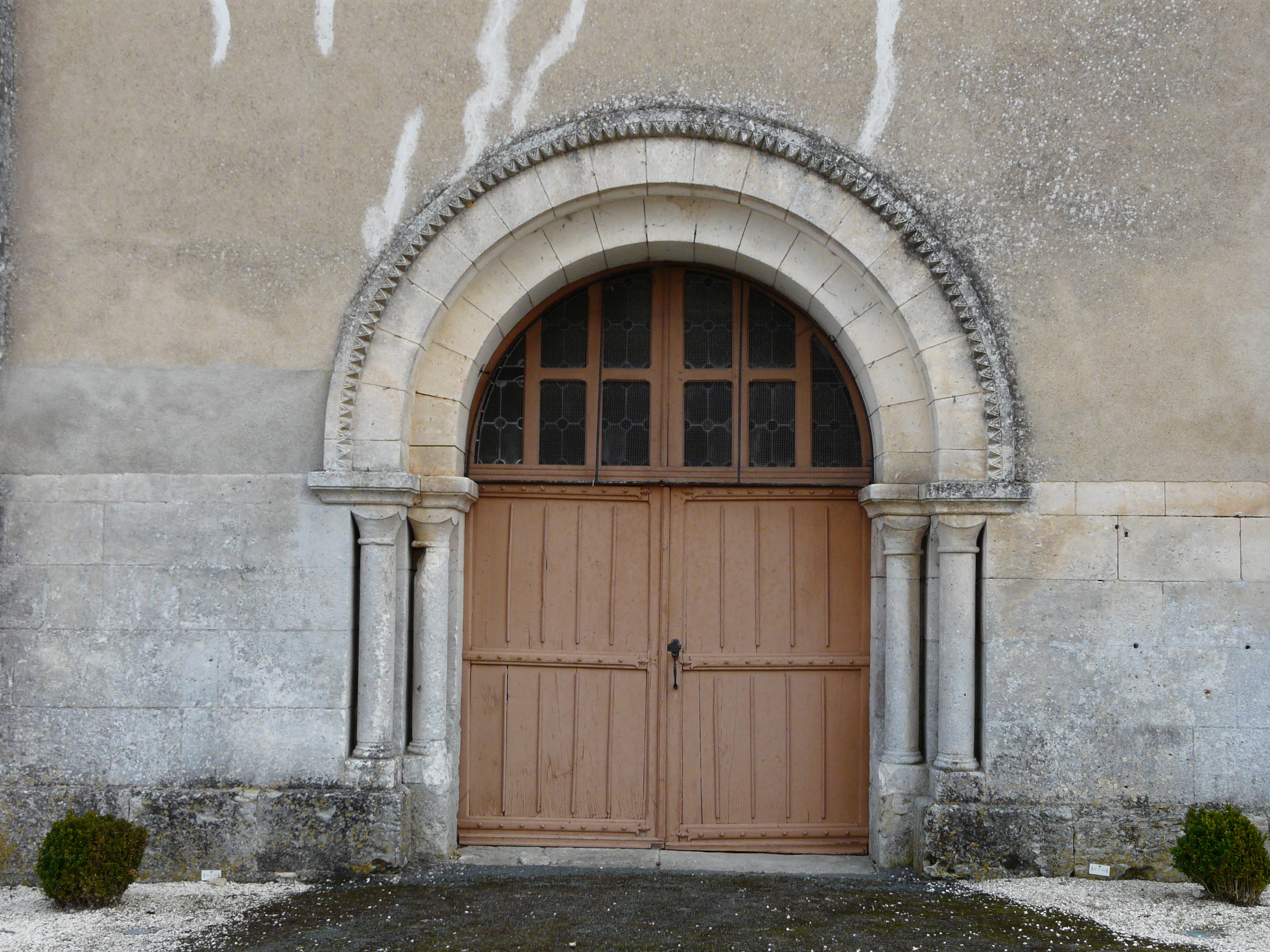
Le portail néo-roman.
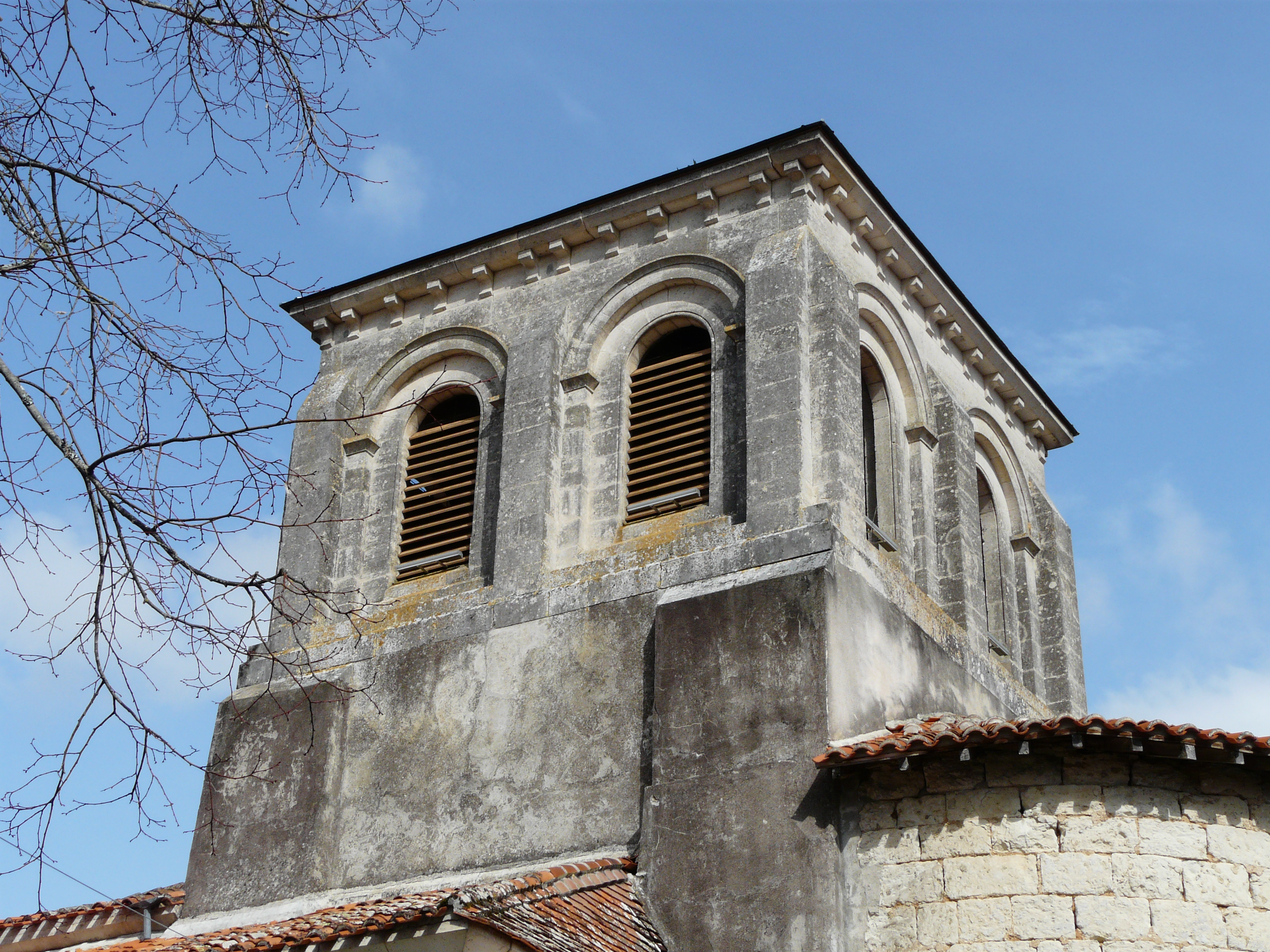
Le clocher néo-roman.
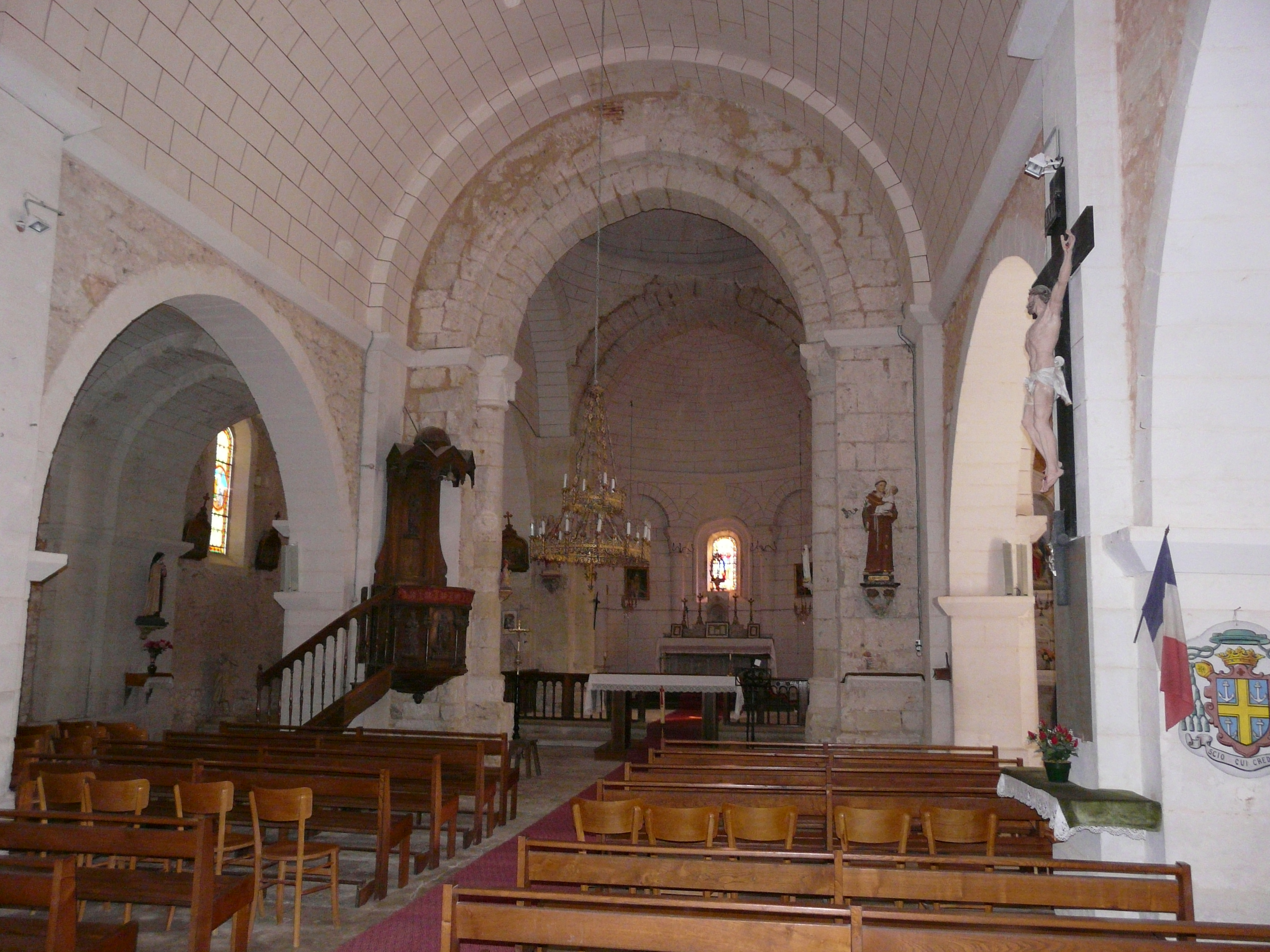
La nef néo-romane.
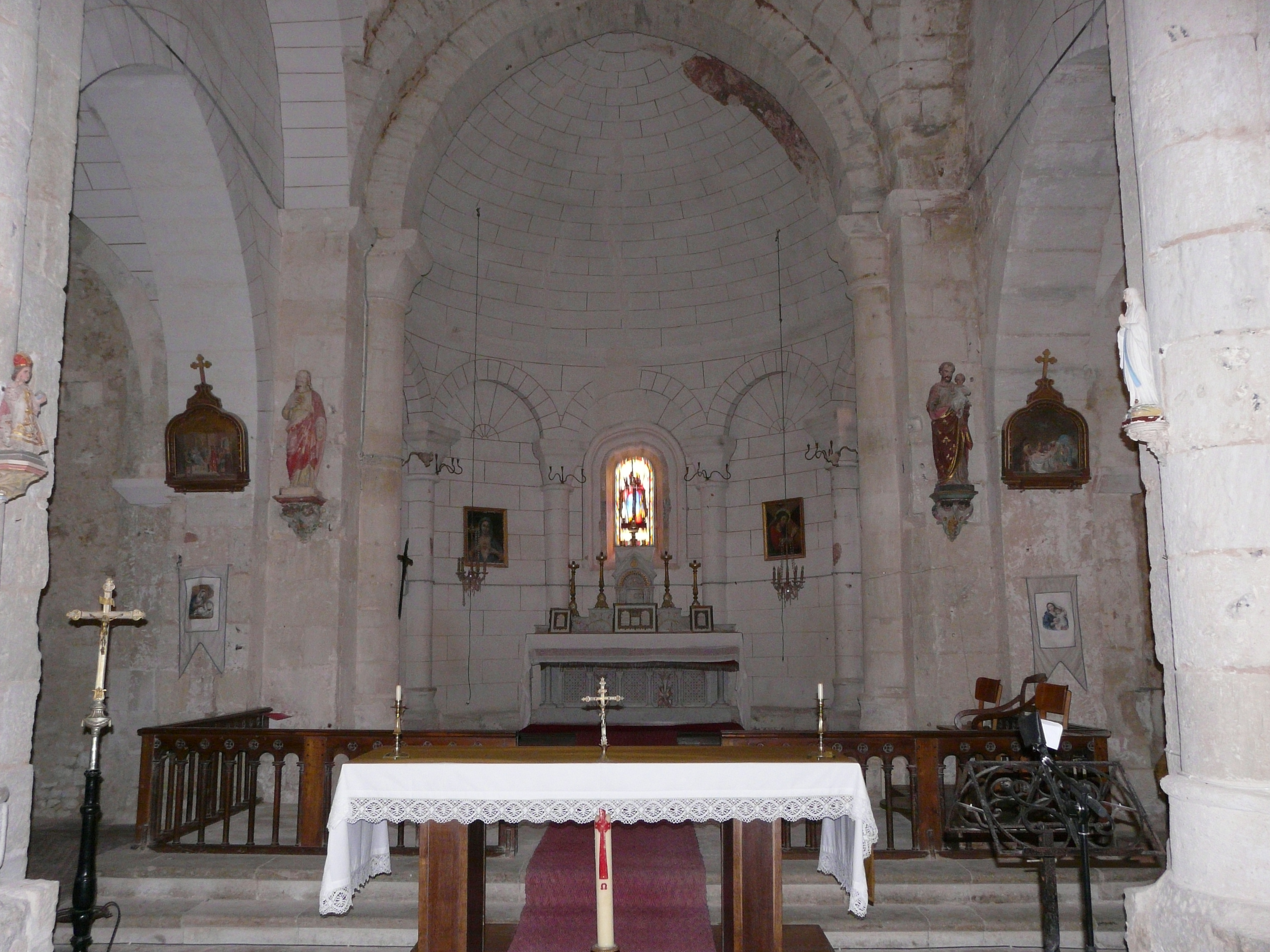
Le chœur roman.
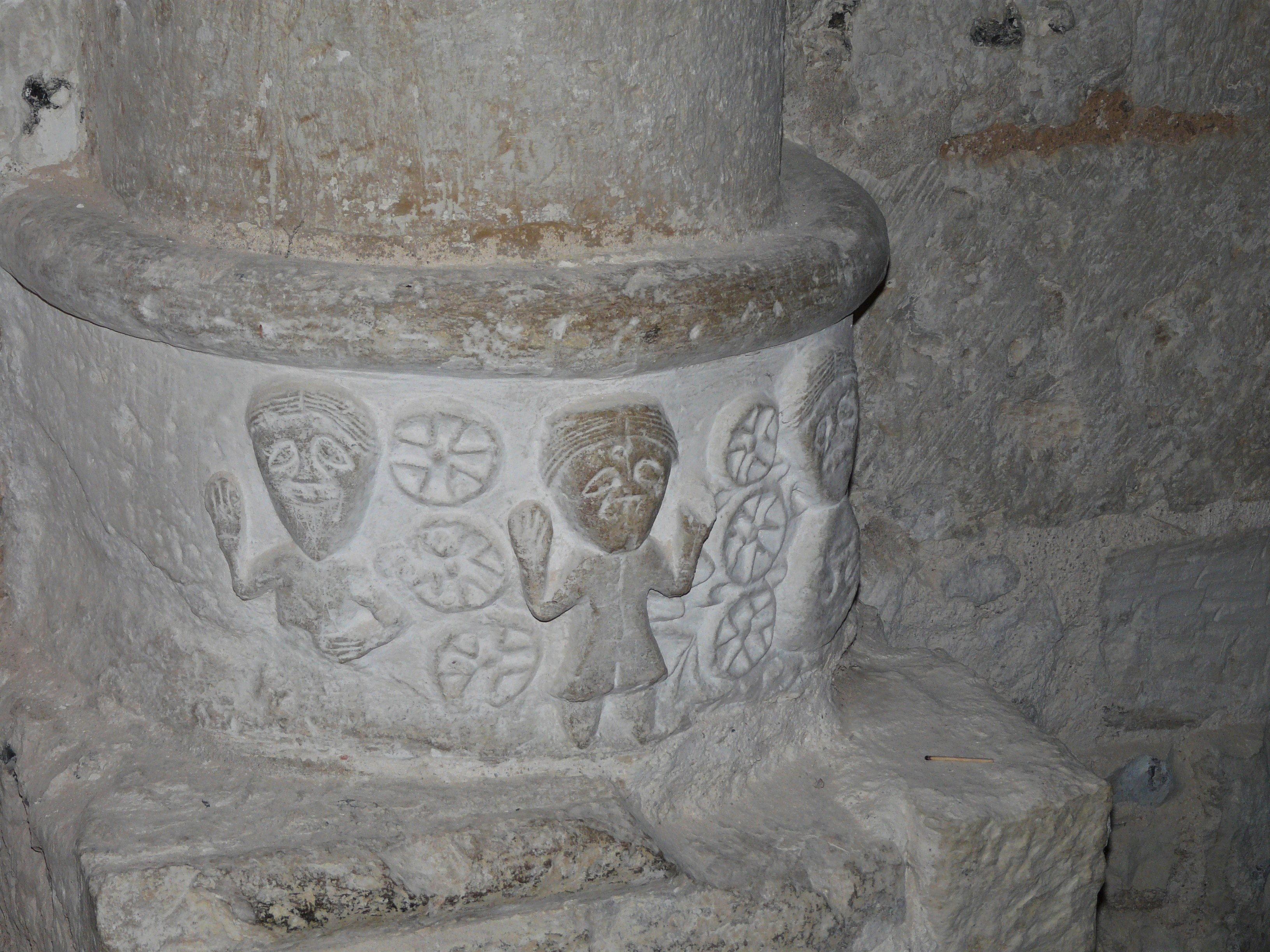
Pied de colonne sculpté.